# صديقي الشجاع كانتروب
صديقي الشجاع كانتروب مسلسل رسوم متحركة بريطاني أنتج في عام 2005 ويتكون من 39 حلقة وتمت دبلجته للغة العربية .

## روابط خارجية
- صديقي الشجاع كانتروب على موقع IMDb (الإنجليزية)
- صديقي الشجاع كانتروب على موقع ميوزك برينز (الإنجليزية)
- صديقي الشجاع كانتروب على موقع ألو سيني (الفرنسية)
- صديقي الشجاع كانتروب على موقع قاعدة بيانات الفيلم (الإنجليزية)

- صديقي الشجاع كانتروب  على بي بي سي عبر الإنترنت[وصلة مكسورة]